# スカトロジー
スカトロジー（英語: Scatology）とは、糞・尿に対する研究・考察を言い、日本語では糞便学（ふんべんがく）とも言う。また、糞尿への興味や、それを愛玩して性的興奮を感じること、糞尿に関するユーモア、糞尿や糞尿愛好等を主題とした文芸作品等も指す。糞尿趣味を指す場合はスカトロと略されることもある。これらに関係する人間を指してスカトロジストと呼ぶ。
スカトロジーという語は、古代ギリシア語で糞便を意味する「スコール（σκωρ）」に由来する語幹  scat- と、「〜学」を意味する 英語: -ology の合成語である。学問としてのスカトロジーには、排泄という生物の基本的な機能に関して研究する生物学的研究のほか、哲学・心理学的な研究、糞便にまつわる文化・芸術に関して研究する社会学的研究、文化圏毎の糞便のあり方を研究する文化人類学や民俗学的研究等が存在する。一方、興味・嗜好としてのスカトロジーについては、排泄行為や糞尿を通じて性的興奮を得る事例等が知られている。

## 生物学とスカトロジー
特定の動物を研究する上で、糞便や尿は、その生物を知るために欠くことの出来ない情報を含んでいる。食性から体機能、果ては習性や本能的な行動に到るまで、糞便から学べる物は多い。また医療分野においては、排泄物は健康状態を知る上で、身体表面の見た目上の色つやに次いでもっとも得やすく、また多くのことがわかる資料である。古代生物学においては、既に死滅した生物の残した糞便の化石から、食性や習性などが判明している。

## 人間心理とスカトロジー
人間にとって糞便や尿は、日常的に目にする物であると共に、衛生面から見て決して好意的には語られない物であるが、人格形成においては、幼児期の最も基本的な社会性の教育過程である排泄訓練を通して、個人の秘密や主体性の確立といった自我の成長を遂げる。
個人や自我という概念は、他人と自身の間にある種の意識面における敷居を設け、自分だけの秘密を持つことから始まるが、排泄行為とは、排泄物を個室にこもって出し、自分で処理（水洗便所においては、排水することで下水などに流す作業）することで、世間一般の社会から自分の排泄物を隠す作業に他ならない。ゆえにこれらの行為を通じて、人は世間に対して、一定の秘密を持つことになる。結果、排泄訓練教程を終えた児童は、等しく自己と他人の存在を意識し、自我とその他の間に境界を築き始める。
その一方で、排泄行為やそれら生理現象によって派生する事態は性別の区別無く、性的な発育段階においては様々な偶発的事件により、性的興奮を覚える転機となることも多く、自身の放尿や排泄行為に性的な快感を覚える者や、他人のこれら行為に性的興奮を催す者も少なくは無い。特に排泄行為は最もプライバシー上で他人に侵されることの厭われる物であるため、ある種の支配欲の変形として、他人のこれら行為を見たがる者もある。

## 社会学とスカトロジー
糞便にまつわる文化・芸術面での活動は、しばしば「不潔で下賎な物」とされるが、人格形成において排泄行為の及ぼす影響から鑑みれば、決して軽んじることが出来ない。中には感情面での激情を、糞便の意外性を持って表現せしめる芸術活動も存在し、またこれら傾向は文学や、もっと大衆的な漫画の表現上においても見出すことが出来る。

## スカトロジーと文化芸術
文学や美術では「スカトロジー的表現」がしばしば見られる。フランソワ・ラブレーやマルキ・ド・サドなどの作品には糞や尿がきわめてよく現れ、それらが重要なモチーフになっているし、漫画や絵本にはとりいかずよしの「トイレット博士」や五味太郎の「みんなうんち」など糞尿そのものやスカトロジー的表現を中心にした作品が少なくない。
また既存の価値観や形式の破壊を極度に目的化するために過激化しやすい前衛美術には、糞を模したり糞そのものを加工した作品、糞を用いたパフォーマンスがよく登場する。人糞そのものを用いたもっとも有名な作品はピエロ・マンゾーニの「芸術家の糞」である。これはマンゾーニ自身の糞を「30グラム、自然保存」とラベルが貼られた金属製の缶詰に封印し、その日の30グラムの金の相場で価格をつけたもの。また日本でも、森山安英が糞をマッチ箱につめて道行く人に配るというパフォーマンスをしたことで知られている。

## 文化人類学・民俗学とスカトロジー
糞尿の処理に関しては、様々な文化圏において、多種多様な方法が存在する。例えば、現代の日本においては、糞尿は水洗便所をもって社会から隔離され、人目に触れないように処分される地域も多いが、一部地域では汚水升に溜めた物を専用の車両を使って回収し、処分場に運搬している。また各家庭で浄化槽を配置し、それらの設備を使って各戸で細菌により処理させているところも多い。しかし歴史的には、屎尿は貴重な農耕肥料としての資源として扱われ、江戸時代においては金銭で売買（金肥）されることもあった。屎尿にも等級があり、最上等は武家屋敷のもの、最下等は牢屋のものであったという。
このような糞尿処理のあり方は、経済発展のバロメーターとしても捉えることが出来るが、地域の気候風土によっては、他地域で取られている処分方法が用いられないこともあり、それらの扱いにおける差異も含めて、便所等の設備を、地域性に絡めて研究する者も多い。特に便所には地域性が色濃く出ることもある。
考古学の分野ではトイレ遺構から、そこに住んでいた者の生活様態や健康状態などを推測することが可能な情報が得られている。

## スカトロジーを題材にした映像作品
成人向けアダルトビデオを中心にスカトロジーをテーマにした作品が作成されている。本来スカトロジーは排尿や排便を指すが、アダルトビデオのジャンルとしては、排便行為を指すことが多い。主なプレイとしては女優による脱糞になるが、中には塗糞や食糞といったハードなものもある。これらに加えて嘔吐プレイを組み合わせた作品も存在する。出演する女優は企画単体女優や企画女優が中心ではあるが、単体女優が出演するケースもある。

### スカトロ作品に出演した日本のAV女優
- 逢沢はるか
- 葵紫穂
- 秋野千尋
- 朝桐光
- 稲森ケイト
- 碓氷れん
- 小川みちる
- 後藤結愛
- 佐伯奈々
- 佐川はるみ
- 白石のん
- 白石らん
- 新川ゆず
- 玉木なるみ
- 北条麻妃
- 前多まこ
- 槇原愛菜
- 矢吹奏
- 杠えな

## 著名なスカトロジスト
ジークムント・フロイト
近代心理学の父とされるフロイトは、人間精神の発達や人格形成の段階において、排泄行為が欠くことの出来ない要素であるとした。肛門期と呼ばれるこの期間には、排泄行為のセルフコントロールにより、欲求の抑制とさらなる快感の増大を通して自己抑制の学習、さらには性欲の萌芽が見られるとしている。

## 参考書籍
- ジョン・G・ボーク 『スカトロジー大全』 ISBN 4787231111
- マルタン・モネスティエ 『排泄全書』 ISBN 4562031689